# Madrie
Madrie ist eine Landschaft im französischen Département Eure, ein rund 265 Quadratkilometer großes Plateau zwischen den Flüssen Eure und Seine, das ab dem 5. Jahrhundert bis zur Zeit der Karolinger eine eigene Grafschaft (pagus Madriensis) bildete. Hauptort des Madrie ist Merey.

## Grafen von Madrie
- Theobald Graf von Madrie ⚭ NN, wohl eine Tochter des Grafen Rutpert II. im Worms- und Oberrheingau († 12. Juli 807) (Robertiner)
- Theodebert, Graf von Madrie (Arnulfinger)
  - Ringart ⚭ Pippin I. (* 797, † 838) König von Aquitanien (Karolinger)

- Heribert I. (* wohl 850, † 900/907) 886/898 Graf von Soissons, 888/889 Graf von Meaux und Madrie (Karolinger)